# Edwin Klebs
Theodor Albrecht Edwin Klebs (Königsberg, 6 de fevereiro de 1834 — Berna, 23 de outubro de 1913) foi um microbiologista suíço-alemão. Ele é conhecido principalmente por seu trabalho em doenças infecciosas. Seus trabalhos abriram caminho para o início da bacteriologia moderna e inspiraram Louis Pasteur e Robert Koch. Ele foi o primeiro a identificar uma bactéria que causa a difteria, que foi chamada de bactéria Klebs-Loeffler (agora Corynebacterium diphtheriae). Ele era o pai do médico Arnold Klebs.

## Descobertas
Em 1883, Klebs identificou com sucesso a bactéria Corynebacterium diphtheriae como a causa etiológica da difteria. Esta bactéria também é conhecida como bacilo de Klebs-Löffler.
As obras de Klebs precederam algumas das descobertas mais importantes da medicina. Ele descreveu a acromegalia em 1884, dois anos antes de Pierre Marie. Em 1878, ele inoculou com sucesso a sífilis em macacos, antecedendo Élie Metchnikoff e Émile Roux em 25 anos. Ele isolou colônias de bactérias nove anos antes de Robert Koch. Ele foi o primeiro a produzir tuberculose experimentalmente em animais pela injeção de leite de vacas infectadas. Ele identificou o bacilo tifóide (agora chamado Salmonella typhi) antes de Karl Joseph Eberth.

### Testes fundamentais em bacteriologia
Klebs identificou quatro "Grundversuche" (testes fundamentais) que forneceram uma base para sua própria estratégia de pesquisa, bem como para a pesquisa bacteriológica geral. Segundo Klebs, os testes bacteriológicos consistem nos seguintes postulados:
- Primeiro, todas as bactérias são patológicas.
- Em segundo lugar, as bactérias nunca ocorrem espontaneamente.
- Terceiro, toda doença é causada apenas por bactérias.
- Quarto, as bactérias que causam doenças distinguíveis são distinguíveis.

Embora algumas dessas hipóteses sejam literalmente falsas, elas são, em geral, a base dos experimentos modernos em bacteriologia. 

## Erros científicos
Klebs cometeu alguns erros significativos sobre doenças infecciosas. Ele acreditava, por exemplo, que a malária era causada por uma bactéria.

## Obras
- Handbuch der pathologischen Anatomie, 2 volumes, Berlim 1868-1876